# ジョージ・シュバロ
ジョージ・ルイス・シュバロ（George Louis Chuvalo, CM、1937年9月12日 - ）は、カナダ人のプロボクサー。トロント生まれ。1960年代を代表するヘビー級コンテンダーであり、カナダ史上最も有名なボクサーの1人。身長183cmとヘビー級では小柄ながら、驚異的なタフネスと無尽蔵のスタミナを武器に満身創痍の凄絶なファイトで人気を博した強打のインファイター。モハメド・アリと2度の死闘を繰り広げたことで名を馳せた。

## 来歴
1956年4月23日、プロデビュー。1965年2月1日、元世界ヘビー級王者フロイド・パターソンとの激闘で１２回判定で敗れるも注目を浴びる。この試合は１９６５年度の年間最高試合に選ばれている。
1965年11月1日、アーニー・テレルの持つWBA王座に挑んだが、僅差の15回判定負け。
1966年3月29日、全盛期のモハメド・アリの持つWBC王座に挑戦。前評判はアリの圧倒的有利の予想であったが、徹底したインファイトで天才を苦しめた末に15回判定負け。
1972年5月1日、ブランクから復活したアリの持つNABF北米ヘビー級タイトルに挑戦し、前回同様にインファイトで苦しめたが僅差の12回判定負け。この判定にシュバロは「2度目は絶対に私の勝ちだ。（アリは）ブランク前と後では別人だった」と語っている。
1978年12月11日の試合に勝利したのを最後に引退した。
世界王座に就くことはなかったが、フロイド・パターソン、アーニー・テレル、モハメド・アリ、ジョー・フレージャー、ジョージ・フォアマン、ジミー・エリスといった世界王者の他、ゾラ・フォーリー、オスカー・ボナベナ、ジェリー・クォーリーといった世界ランカーとも拳を交えた。
1997年、国際ボクシング名誉の殿堂博物館に選出された（世界ボクシング殿堂にも選出されている）。